# Pjotr Savitski
Pjotr Nikolajevitsj Savitski (Russisch: Пётр Никола́евич Сави́цкий) (Tsjernihiv, 3 februari 1895 - Praag, 13 april 1968), was een Russisch econoom, socioloog en geograaf. Hij is de grondlegger van de Euraziatische beweging en woonde een groot deel van zijn leven in Praag, Tsjecho-Slowakije

## Biografie
Hij was afkomstig uit een adellijke familie. Zijn vader, N.P. Savitski (1867-1942), was een regionaal bestuurder. Hij legde reeds als kind een grote wetenschappelijke interesse aan de dag. Hij studeerde aan de Technische Universiteit van Sint-Petersburg. De colleges van de nationaal-liberale professor Pjotr Stroeve (1870-1944) maakte veel indruk op Savitski. Net als zijn leermeester behoorde Savitski tot de rechtervleugel van de Kadettenpartij. Tijdens de Eerste Wereldoorlog werkte hij op de Russische ambassade in Oslo, Noorwegen. Hij keerde na de Oktoberrevolutie van 1917 naar  Rusland terug en sloot zich aan bij het contrarevolutionaire Witte leger en diende als plaatsvervangend regeringscommissaris voor buitenlandse zaken onder Stroeve in de Witte regeringen van de generaals Anton Denikin en Pjotr Wrangel. Aan het einde van de Russische burgeroorlog werd hij met de restanten van het Witte leger geëvacueerd naar Constantinopel (1920) en woonde sinds 1922 in Praag. In Praag was hij privaatdocent, later buitengewoon hoogleraar in de rechten. 

### Gedachtegoed
Met Struve richtte hij het tijdschrift Russkaya mysl ("Russische gedachte") op. Het kwam tot een breuk met Stroeve toen hij zich losmaakte van diens nationaal-liberalisme en het idee van de uniciteit van Rusland als bakermat van een bijzondere cultuur dat noch Westers, noch Oosters was, maar hij aanduidde als Euraziatisch. Vanwege de voortdurende focus van de tsaristische regeringen op het Westen was Rusland volgens Savinski in een neerwaartse spiraal terechtgekomen. De Oktoberrevolutie was een logisch gevolg en werd door hem geïnterpreteerd als een verzet tegen het Westerse denken. Het bolsjewisme werd door hem gezien als slechts een overgangsfase en het bolsjewistische bewind moest van binnenuit ten val worden gebracht. Binnen het bolsjewisme en communisme vindt men echter elementen die zeer goed overeenstemmen met het Eurazianisme. Rusland moest vervolgens worden omgevormd tot een Euraziatische rijk met aan het hoofd een autocratisch heerser gesteund door een nieuwe elite. Het Orthodoxe geloof, gemeenschapszin en verbondenheid met de oude Euraziatische culturen moesten de leidraad vormen binnen het Euraziatische rijk. Volgens Savitski stamden alle Euraziatische volkeren af van de Mongolen, wier geschiedenis hij zeer bewonderde. Savitski had overigens ook grote bewondering voor Kozakken, Oezbeken en andere volkeren die in stamverband leefden. Zij waren in zijn ogen eenvoudige mensen die weinig om luxe gaven, moedige waren en niet waren geïnfecteerd met allerlei Westerse voorstellingen. In het nieuwe Euraziatische rijk zou geen plaats zijn voor een overwaardering van privé-eigendom en zou de nadruk komen te liggen op het Slavische en Orthodoxe concept van rentmeesterschap.
Ofschoon hij de invloed onderging van het Italiaanse fascisme, leek hij het bolsjewisme te prefereren.
Hoewel een belangrijk theoreticus van het Eurazianisme, was hij zeker niet de enige. Door linkse Eurazianisten werd Savitski gezien als een conservatieve vertegenwoordiger van het Eurazianisme. In 1927 richtte hij de Euraziatische Partij op, die verboden was in de Sovjet-Unie. In hetzelfde jaar bezocht hij clandestien de USSR waar hij de zegen vroeg en kreeg voor zijn denkbeelden van metropoliet Pjotr, het officiële hoofd van de Russisch-orthodoxe kerk sinds de patriarchale troon vacant was.

### Verdere leven
In 1939 begroette hij het Molotov-Ribbentroppact. Gedurende de Tweede Wereldoorlog verzette hij zich tegen de collaboratie van Russische tegenstander van de bolsjewisten met Nazi-Duitsland. In 1945, na de bevrijding van Tsjecho-Slowakije door het Rode Leger werd hij gevangengenomen en naar de USSR gedeporteerd. In Moskou werd hij veroordeeld tot tien jaar dwangarbeid in een gevangenkamp. In 1955 kwam hij vrij en mocht zich weer vestigen in Praag. In 1956 werd hij gerehabiliteerd. Hij correspondeerde aldaar met andere Russen die zich buiten de USSR bevonden. Hij correspondeerde ook met de dichter, Sovjetwetenschapper en Eurazianist Lev Goemiljov (1912-1992), die hij als medegevangene had leren kennen en die zijn leerling werd. In 1961 werd hij korte tijd geïnterneerd op last van de Tsjechoslowaakse autoriteiten vanwege een boek waarin hij zijn gevangenschap in de Sovjetkampen beschreef en in 1960 was uitgegeven in Parijs. In 1962 werd hem amnestie verleend. Hij stierf gedurende de Praagse Lente.

## Werken
Van zijn hand verschenen werken van heel verschillende aard: van wetenschappelijke publicaties tot dichtbundels. Zijn bekendste werk is Борьбе За Евразийство ("De Strijd om Eurazië") dat in 1931 werd uitgegeven in Parijs.